# 撮影技師
撮影技師（さつえいぎし、英: Camera operator、カメラ・オペレーター）とは、映画やテレビのカメラで動画を撮影をする者である。
英語では撮影監督の意味で"Cinematographer"（シネマトグラファー）があるが、撮影技師は照明やカメラワーク、レンズや写真フィルムの選択まで幅広く指示を出すことから、撮影現場の最高位・映画技師の右腕として重要な役割を持つ。
撮影技師と撮影監督は狭義では別の意味とされる。
撮影監督は英語でいうDirector of Photographyのことであり、アメリカを始めとする多くの国ではDirector of Photographyの下、撮影が行われている。
日本の撮影現場においては、撮影技師と照明技師というように分業制が取られているが、日本以外の国では一般的に撮影監督が照明も行い、分業ではない。
ビデオグラファー（英: Videographer）は、映像作家と呼ばれる。
英語で"Cameraman"（カメラマン）という呼称も、日本のような写真家、写真用カメラでスチル撮影をする者：フォトグラファー（英: Photographer）は含まない。